# Liza Koshy
Elizabeth Shaila Koshy (Houston, 31 de março de 1996) é uma atriz, apresentadora, youtuber e comediante estadunidense. Ela começou sua carreira através do aplicativo Vine, em 2013, antes de começar um canal no YouTube.

## Filmografia

### Filmes
| Ano  | Título                 | Papel           | Notas |
| ---- | ---------------------- | --------------- | ----- |
| 2016 | FML                    | Princesa Aubrey |       |
| 2016 | Boo! A Madea Halloween | Aday            |       |
| 2016 | Jingle Ballin'         | Liza            | [ 6 ] |
| 2017 | Crow: The Legend       | Coruja          |       |
| 2020 | Work It                | Jasmine Hale    | [ 7 ] |

### Televisão
| Ano             | Título                           | Papel         | Notas                                               |
| --------------- | -------------------------------- | ------------- | --------------------------------------------------- |
| 2016            | Making a Scene with James Franco | Ela mesma     | 3 temporada                                         |
| 2016–2017       | Freakish                         | Violet Adams  | Protagonista                                        |
| 2017            | Escape the Night                 | The Explorer  | 6 episódios                                         |
| 2017            | Total Request Live               | Ela mesma     | Co-apresentadora                                    |
| 2017            | Ellen's Show Me More Show        | Ela mesma     | Convidada (1 episódio)                              |
| 2018–atualmente | Liza on Demand                   | Liza          | Protagonista; também criadora e produtora executiva |
| 2018–atualmente | Double Dare                      | Apresentadora | Também produtora executiva                          |
| 2019            | To Tell the Truth                | Ela mesma     | Participante (1 episódio)                           |
| 2019            | Suga Rush Christmas              | Ela mesma     | Participante (1 episódio)                           |

### Videoclipes
| Ano  | Título         | Artista      | Diretor              |
| ---- | -------------- | ------------ | -------------------- |
| 2019 | "Woke Up Late" | Drax Project | Jonathon Singer-Vine |

## Prêmios e indicações
| Ano  | Premiação              | Categoria                                               | Resultado | Ref.   |
| ---- | ---------------------- | ------------------------------------------------------- | --------- | ------ |
| 2016 | Streamy Awards         | Criadora inovadora                                      | Venceu    | [ 12 ] |
| 2017 | People's Choice Awards | Influenciador favorito                                  | Indicado  | [ 13 ] |
| 2017 | Teen Choice Awards     | Choice Female Web Star                                  | Venceu    | [ 14 ] |
| 2017 | Teen Choice Awards     | Choice Comedy Web Star                                  | Indicado  | [ 14 ] |
| 2017 | Teen Choice Awards     | Choice YouTuber                                         | Indicado  | [ 14 ] |
| 2017 | Shorty Awards          | YouTuber do ano                                         | Indicado  | [ 15 ] |
| 2017 | Streamy Awards         | Creator of the Year                                     | Indicado  | [ 16 ] |
| 2017 | Streamy Awards         | Comediante                                              | Venceu    | [ 17 ] |
| 2017 | Streamy Awards         | Editora                                                 | Indicado  | [ 16 ] |
| 2018 | Kids' Choice Awards    | Favorite Funny YouTube Creator                          | Venceu    | [ 18 ] |
| 2018 | Shorty Awards          | Creator of the Decade                                   | Indicado  | [ 19 ] |
| 2018 | Teen Choice Awards     | Choice Female Web Star                                  | Venceu    | [ 20 ] |
| 2018 | Teen Choice Awards     | Choice Comedy Web Star                                  | Venceu    | [ 20 ] |
| 2018 | Teen Choice Awards     | Choice YouTuber                                         | Venceu    | [ 20 ] |
| 2018 | Streamy Awards         | Criador do ano                                          | Indicado  | [ 21 ] |
| 2018 | Streamy Awards         | Série de comédia: Liza on Demand                        | Venceu    | [ 21 ] |
| 2018 | Streamy Awards         | Atuação em uma comédia: Liza on Demand                  | Venceu    | [ 21 ] |
| 2019 | Kids' Choice Awards    | Apresentador favorito (com Marc Summers de Double Dare) | Indicado  | [ 23 ] |
| 2019 | People's Choice Awards | Influenciadora                                          | Indicado  | [ 24 ] |